# 由良港 (和歌山県)
由良港（ゆらこう）は、和歌山県日高郡由良町および日高町にまたがる港湾である。1953年（昭和28年）8月1日に地方港湾に指定される。港湾管理者は和歌山県で、避難港にも指定されている。

## 概要
由良港の歴史は古く、太平記に登場するほどまで遡れる。周辺は典型的なリアス式海岸で水深は深く、長年にわたって漁港として栄えていた。
昭和の時代に入ると、天然の良港であるこの地に注目した大日本帝国海軍が1939年（昭和14年）に紀伊防備隊を設けた。1945年（昭和20年）終戦に伴い同部隊は解散したが、1952年（昭和27年）に保安庁警備隊大阪航路啓開隊本部由良基地が設けられ、1954年に海上自衛隊由良基地分遣隊が発足され現在に至る。
水深の深さが幸いして大型船が入港できるため、周辺地域で産出される骨材を利用したセメント産業が盛んで、さらに三井造船の造船所が誘致されるなど、紀中地域経済の要となっている。また、悪天候時には緊急避難港としても利用される。
かつて、1928年（昭和3年）から1968年（昭和43年）まで、紀勢本線紀伊由良駅から貨物支線が伸び、港湾そばに由良内駅があった。
2015年度の発着数は2,344隻（3,649,076総トン）である。
港湾区域
境界線の北端は神谷崎から始まり南西方向に伸び、蟻島を経由して南西方向に伸び、もう一方の境界線は日高町にある方杭崎から北北西方向に伸び、両線の交点の内側が由良港の港湾区域となる。

## 施設
機関
- 海上自衛隊由良基地

企業
- ＭＥＳ－ＫＨＩ由良ドック（三井造船と川崎重工業の合弁会社、元々は三井造船由良修繕部）
- 駒井ハルテック和歌山工場
- 麻生セメント由良サービスステーション
- 第一石産由良工場

## 付近の交通
- 西日本旅客鉄道紀勢本線 紀伊由良駅
- 国道42号
- 和歌山県道23号御坊湯浅線/和歌山県道24号御坊由良線